# Nagroda Satelita dla najlepszego reżysera
Laureaci Satelity w kategorii najlepszy reżyser:

## Lata 90
1996: Joel Coen – Fargo

nominacje:
- Scott Hicks – Blask
- Mike Leigh – Sekrety i kłamstwa
- Anthony Minghella – Angielski pacjent
- Lars von Trier – Przełamując fale

1997: James Cameron – Titanic

nominacje:
- Paul Thomas Anderson – Boogie Nights
- Curtis Hanson – Tajemnice Los Angeles
- Steven Spielberg – Amistad
- Gus Van Sant – Buntownik z wyboru

1998: Terrence Malick – Cienka czerwona linia

nominacje:
- John Boorman – Generał
- Shekhar Kapur – Elizabeth
- Gary Ross – Miasteczko Pleasantville
- Steven Spielberg – Szeregowiec Ryan

1999: Michael Mann – Informator

nominacje:
- Paul Thomas Anderson – Magnolia
- Scott Hicks – Cedry pod śniegiem
- Sam Mendes – American Beauty
- Anthony Minghella – Utalentowany pan Ripley
- Kimberly Peirce – Nie czas na łzy

## 2000–2009
2000: Steven Soderbergh – Traffic

nominacje:
- Cameron Crowe – U progu sławy
- Philip Kaufman – Zatrute pióro
- Ang Lee – Przyczajony tygrys, ukryty smok
- Steven Soderbergh – Erin Brockovich
- Ridley Scott – Gladiator

2001: Baz Luhrmann – Moulin Rouge!

nominacje:
- Jonathan Glazer – Sexy Beast
- John Cameron Mitchell – Cal do szczęścia
- Scott McGehee, David Siegel – Na samym dnie
- Christopher Nolan – Memento

2002: Todd Haynes – Daleko od nieba

nominacje:
- Pedro Almodóvar – Porozmawiaj z nią
- Stephen Daldry – Godziny
- Peter Jackson – Władca Pierścieni: Dwie wieże
- Phillip Noyce – Spokojny Amerykanin
- Denzel Washington – Antwone Fisher

2003: Jim Sheridan – Nasza Ameryka

nominacje:
- Niki Caro – Jeździec wielorybów
- Sofia Coppola – Między słowami
- Clint Eastwood – Rzeka tajemnic
- Catherine Hardwicke – Trzynastka
- Robert Pulcini, Shari Springer Berman – Amerykański splendor

2004: Mel Gibson – Pasja

nominacje:
- Bill Condon – Kinsey
- Taylor Hackford – Ray
- Joshua Marston – Maria łaski pełna
- Alexander Payne – Bezdroża
- Martin Scorsese – Aviator

2005: Ang Lee – Tajemnica Brokeback Mountain

nominacje:
- George Clooney – Good Night and Good Luck
- Chris Columbus – Rent
- James Mangold – Spacer po linie
- Rob Marshall – Wyznania gejszy
- Bennett Miller – Capote

2006: nagroda ex aequo
- Bill Condon – Dreamgirls
- Clint Eastwood – Sztandar chwały

nominacje:
- Pedro Almodóvar – Volver
- Stephen Frears – Królowa
- Alejandro Gonzalez Inarritu – Babel
- Martin Scorsese – Infiltracja

2007: Joel i Ethan Coenowie – To nie jest kraj dla starych ludzi

nominacje:
- David Cronenberg – Wschodnie obietnice
- Olivier Dahan – Niczego nie żałuję – Edith Piaf
- Ang Lee – Ostrożnie, pożądanie
- Sidney Lumet – Nim diabeł dowie się, że nie żyjesz
- Sarah Polley – Daleko od niej

2008: Danny Boyle – Slumdog. Milioner z ulicy

nominacje:
- Stephen Daldry – Lektor
- Ron Howard – Frost/Nixon
- Tom McCarthy – Spotkanie
- Christopher Nolan – Mroczny Rycerz
- Gus Van Sant – Obywatel Milk

2009: Kathryn Bigelow – The Hurt Locker

nominacje:
- Neill Blomkamp – Dystrykt 9
- Jane Campion – Jaśniejsza od gwiazd
- Lee Daniels – Precious
- Rob Marshall – Dziewięć
- Lone Scherfig – Była sobie dziewczyna

## 2010–2019
2010: David Fincher – The Social Network

nominacje:
- Ben Affleck – Miasto złodziei
- Darren Aronofsky – Czarny łabędź
- Danny Boyle – 127 godzin
- Lisa Cholodenko – Wszystko w porządku
- Debra Granik – Do szpiku kości
- Tom Hooper – Jak zostać królem
- David Michod – Królestwo zwierząt
- Christopher Nolan – Incepcja
- Roman Polański – Autor widmo